# ألعاب الدول الصغيرة الأوروبية

شعار ألعاب الدول الصغيرة الأوروبية.

دورة ألعاب الدول الصغيرة الأوروبية (بالإنجليزية:Games of the Small States of Europe) هي حدث متعدد الرياضات يعقد كل سنتين، ، أطلقته جمهورية سان مارينو، ومنذ عام 1985 تقوم اللجان الأوليمبية الوطنية في ثماني ولايات أوروبية صغيرة بتنظيم الحدث. تجري الألعاب في نهاية مايو أو بداية يونيو، وتتميز الدورة في المنافسة في تسعة ألعاب أولمبية صيفية.

## الدول الأعضاء

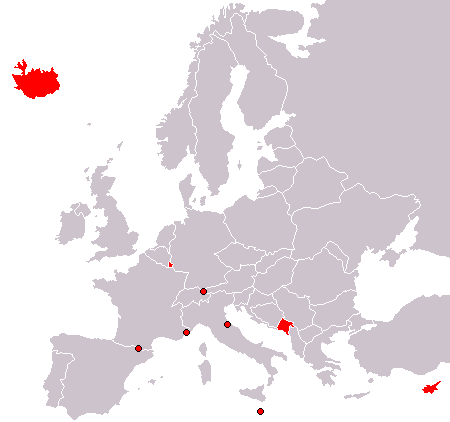
الدول الأعضاء.

يتم تنظيم الألعاب من قبل أعضاء اللجنة الأولمبية الأوروبية. منذ إنشاء الألعاب في دورة الألعاب الأولمبية 1984 وحتى عام 2009 كان هناك ثمانية أعضاء؛ أما بعد عام 2009 تم إضافة دولة الجبل الأسود. البلدان المشاركة هي:
| - أندورا - قبرص - أيسلندا - ليختنشتاين - لوكسمبورغ | - مالطا - موناكو - الجبل الأسود* - سان مارينو |

(*) الجبل الأسود أصبحت العضو التاسع في اللجنة في 1 يونيو 2009.
تسعى جزر فارو أيضا إلى المشاركة في دورة الألعاب؛، ولا تعتبر الجزر دولة مستقلة (فهي جزء مستقل من الدنمارك) كما أنها ليست عضوا في اللجنة الانتخابية المستقلة.

## سجل الدورات
| الدورات                            | السنة | التاريخ           | الدولة المضيفة    | الموقع       | الدول | الرياضات | عدد المشاركين |
| ---------------------------------- | ----- | ----------------- | ----------------- | ------------ | ----- | -------- | ------------- |
| ألعاب الدول الصغيرة الأوروبية 1985 | 1985  | 23–26 مايو        | مدينة سان مارينو  | سان مارينو   | 8     | -        | 222           |
| ألعاب الدول الصغيرة الأوروبية 1987 | 1987  | 14–17 مايو        | موناكو            | موناكو       | 8     | -        | 468           |
| ألعاب الدول الصغيرة الأوروبية 1989 | 1989  | 17–20 مايو        | نيقوسيا           | قبرص         | 8     | -        | 675           |
| ألعاب الدول الصغيرة الأوروبية 1991 | 1991  | 21–25 مايو        | أندورا لا فيلا    | أندورا       | 8     | -        | 697           |
| ألعاب الدول الصغيرة الأوروبية 1993 | 1993  | 25–29 مايو        | فاليتا            | مالطا        | 8     | -        | 690           |
| ألعاب الدول الصغيرة الأوروبية 1995 | 1995  | 29 مايو – 3 يونيو | لوكسمبورغ (مدينة) | لوكسمبورغ    | 8     | -        | 684           |
| ألعاب الدول الصغيرة الأوروبية 1997 | 1997  | 2–7 يونيو         | ريكيافيك          | أيسلندا      | 8     | -        | 714           |
| ألعاب الدول الصغيرة الأوروبية 1999 | 1999  | 24–29 مايو        | فادوتس            | ليختنشتاين   | 8     | -        | 566           |
| ألعاب الدول الصغيرة الأوروبية 2001 | 2001  | 29 مايو – 2 يونيو | مدينة سان مارينو  | سان مارينو   | 8     | -        | 658           |
| ألعاب الدول الصغيرة الأوروبية 2003 | 2003  | 2–7 يونيو         | فاليتا            | مالطا        | 8     | 10       | 765           |
| ألعاب الدول الصغيرة الأوروبية 2005 | 2005  | 30 مايو – 4 يونيو | أندورا لا فيلا    | أندورا       | 8     | 10       | 793           |
| ألعاب الدول الصغيرة الأوروبية 2007 | 2007  | 4–9 يونيو         | موناكو            | موناكو       | 8     | 12       | 786           |
| ألعاب الدول الصغيرة الأوروبية 2009 | 2009  | 1–6 يونيو         | قبرص              | قبرص         | 8     | 12       | 843           |
| ألعاب الدول الصغيرة الأوروبية 2011 | 2011  | 30 مايو – 4 يونيو | ليختنشتاين        | ليختنشتاين   | 9     | 9        | 750           |
| ألعاب الدول الصغيرة الأوروبية 2013 | 2013  | 27 مايو – 1 يونيو | لوكسمبورغ (مدينة) | لوكسمبورغ    | 9     | 12       | 762           |
| ألعاب الدول الصغيرة الأوروبية 2015 | 2015  | 1–6 يونيو         | ريكيافيك          | آيسلندا      | 9     | 11       | 789           |
| ألعاب الدول الصغيرة الأوروبية 2017 | 2017  | 29 مايو – 3 يونيو | مدينة سان مارينو  | سان مارينو   | 9     | 11       | 889           |
| ألعاب الدول الصغيرة الأوروبية 2019 | 2019  | -                 | بودفا             | الجبل الأسود | -     | 11       | -             |
| ألعاب الدول الصغيرة الأوروبية 2021 | 2021  | -                 | أندورا لا فيلا    | أندورا       | -     | -        | -             |

## الرياضات
في عام 2013 تم التنافس على 11 رياضة مختلفة (للرجال والسيدات):
- ألعاب القوى
- كرة السلة
- الكرة الطائرة الشاطئية
- ركوب الدراجات
- الجمباز
- الجودو
- الرماية
- السباحة
- تنس الطاولة
- التنس
- كرة الطائرة

## سجل الميداليات في جميع الدورات
| الترتيب | منتخب        | ذهبية | فضية | برونزية | المجموع |
| ------- | ------------ | ----- | ---- | ------- | ------- |
| 1       | أيسلندا      | 479   | 367  | 358     | 1204    |
| 2       | قبرص         | 468   | 398  | 354     | 1220    |
| 3       | لوكسمبورغ    | 369   | 371  | 346     | 1086    |
| 4       | موناكو       | 119   | 148  | 220     | 487     |
| 5       | مالطا        | 67    | 132  | 193     | 392     |
| 6       | ليختنشتاين   | 64    | 73   | 94      | 231     |
| 7       | سان مارينو   | 61    | 109  | 141     | 311     |
| 8       | أندورا       | 45    | 89   | 118     | 252     |
| 9       | الجبل الأسود | 35    | 12   | 24      | 71      |